# Îles Tortuga (Costa Rica)
Les Îles Tortuga sont des îles du Costa Rica situées dans le golfe de Nicoya de la province de Puntarenas. Elles se trouvent à 17 km  au sud de Puntarenas .

## Description
Les îles Tortuga ont une superficie d'environ 500 hectares. Elles sont composées de deux îles, l'île Alcatráz, en forme de tortue et l'île Tolinga. De loin, vers la mer, ils ressemblent à des chéloniens, d'où le nom qui signifie tortue dans l'ancienne langue Huetar, appartenant au peuple autochtone qui habitait une partie du Pacifique central.

## Zone protégée
Cette île paradisiaque située dans le golfe de Nicoya est une réserve biologique privée protégée par les lois du Costa Rica (Curú Wildlife Refuge (en) ) .
|                     |
| Île Tortuga (plage) |